# Фробург
Фро́бург (нем. Frohburg) — город в Германии, в земле Саксония. Подчинён административному округу Лейпциг. Входит в состав района Лейпциг. Население составляет 12.815 человек (2015). Занимает площадь 145,31 км². Официальный код — 14 3 79 220.
Город подразделяется на 33 городских района.
- Здание ратуши
- Замок Фробург
- Церковь св. Михаила
- Карта административного деления Фробурга